# Principe d'identité des indiscernables
Ne doit pas être confondu avec Principe d'indiscernabilité des identiques.
Le principe d'identité des indiscernables (ou principe des indiscernables) est un principe qui stipule que si deux particuliers possèdent les mêmes propriétés, alors ils sont identiques. Ce principe a d'abord été posé par Leibniz et est hautement controversé. Il ne doit pas être confondu avec sa converse, beaucoup plus largement acceptée : le principe d'indiscernabilité des identiques.
Le principe d'identité des indiscernables s'exprime symboliquement : (x)(y) [(P)(Px ↔ Py) → (x = y)]. Ce qu'on peut lire : pour tout x, pour tout y, si pour tout P, Px est équivalent à Py, alors x est identique à y.

## Individuation et différence numérique: pourquoi y a-t-il plusieurs choses?
Si l'on défend la thèse qu'il existe, dans le monde, des choses particulières, on a besoin d'un principe d'individuation, principe qui devra justifier pourquoi  les choses sont plusieurs.
Si les choses sont plusieurs, alors elles sont différentes. Au minimum, il s'agit d'une différence numérique. On peut s'en  tenir à l'idée que cette différence numérique est un fait fondamental. La difficulté sera alors de rendre compte des degrés de ressemblances ou de dissemblances : les choses en effet n'auront alors qu'une seule manière d'être différentes, tout ce qui est plusieurs le sera de la même manière.
Ainsi est-il plus intuitif de faire différer les choses selon le genre et l'espèce : le cheval doit être alors moins différent de l'âne que du poisson. Mais la difficulté est alors de rendre compte de la différence entre deux individus de la même espèce.
C'est là une question classique pour les philosophes médiévaux, qui ont déployé tout l'éventail des principes d'individuation possibles, de l'individuation par la matière proposée par Thomas d'Aquin à la théorie de Duns Scot qui fait des individus des espèces dernières, individués par leur haeccéité.
Sans entrer dans le détail, ces solutions ont ceci de commun qu'elles ne prennent plus la différence numérique pour un fait fondamental ; toute différence numérique doit être fondée sur une différence quant à la composition des individus.
Cela sous-tend donc un autre principe, à savoir que toute entité enveloppe en elle-même quelque différence avec les autres entités, en vertu de quoi elles diffèrent numériquement.

## L'identité des indiscernables comme principe métaphysique?
Si c'est à Thomas d'Aquin qu'on doit la première formulation du principe d'identité des indiscernables, appliqué aux substances intellectuelles, c'est Leibniz qui lui donne pour la première fois la forme d'un principe métaphysique.
Qu'est ce qu'un principe métaphysique ? 
Il existe des principes logiques, comme le principe du tiers exclu ou la loi de non-contradiction, qui doivent être vrais de tous les mondes. Les principes métaphysiques doivent également être vrais dans tous les mondes, mais leur nécessité demeure conditionnelle, dans la mesure où ils dépendent de la décision libre de Dieu de créer effectivement un monde. 
C'est en tout cas dans cette mesure que le principe d'identité des indiscernables est plutôt un principe métaphysique qu'un principe logique. Cette question regarde la nécessité d'un tel principe, plutôt que sa seule validité. En effet, le principe d'identité des indiscernables peut être vrai de notre monde tout en étant contingent, c'est-à-dire qu'il pourrait exister un monde où il ne serait pas vrai. Par ailleurs ce principe peut dépendre d'un autre, et tirer sa nécessité de cette relation. Ainsi Leibniz déduit-il parfois ce principe du principe de Raison, d'autres fois du principe d'inhérence.
Dès lors est-ce encore un principe, ou simplement une conséquence d'un autre principe ?  Quant à sa nécessité, est-elle déduite analytiquement ?
Une chose cependant est certaine : le principe d'identité des indiscernables doit être étroitement lié au principe d'individuation. De la façon dont on rend compte de la particularité dépend toujours une prise de position, quant à la validité du principe d'identité des indiscernables.

## Entités identiques et individuation
Le principe d'identité des indiscernables, dans sa formulation la plus générale, énonce qu'il ne peut y avoir de différences entre des entités sans différences entre leurs propriétés. Autrement dit si deux entités ont les mêmes propriétés, elles sont une seule et même chose. La différence numérique ne peut pas survivre à l'absence de différence quant aux propriétés. En logique symbolique, ce principe s'écrit :
(∀x)(∀y)[(∀P)(Px≡Py) ⊃ (x=y)]
C'est-à-dire, pour toutes entités x et y, si pour toute propriété de x, y a la même propriété, alors x est identique à y.
Ce principe est la converse du principe d'indiscernabilité des identiques, principe dont la nécessité est très largement admise. Si deux entités x et y sont identiques, alors à chaque propriété de x doit correspondre une propriété de y. C'est là une définition analytique de l'identité.
Peut-il exister deux entités distinctes mais identiques ?
Précisons d'abord que le principe d'identité des indiscernables est généralement appliqué aux particuliers, dans le cadre de théories qui, pour reprendre la terminologie de D. Armstrong, considèrent que les particuliers sont des instances non répétables, les propriétés des instances répétables. Il semble qu'il suit de cette définition une acceptation spontanée du principe d'identité des indiscernables : si les particuliers ne se répètent pas et n'existent qu'à un seul exemplaire, il n'existe pas de particuliers qualitativement identiques et numériquement distincts.
Mais à y regarder de plus près, le principe d'identité des indiscernables ne conclut pas, de façon triviale, de l'identité absolue à l'identité numérique, ou de la distinction à la non-identité. Il énonce en effet que de l'identité selon les propriétés doit procéder l'identité numérique.
Dès lors des entités qui partagent toutes leurs propriétés peuvent encore être distinctes.
Par exemple, on peut soutenir que l'individuation par la dispersion spatiale suffit à distinguer des doubles indiscernables. Ou bien on peut introduire, à côté des propriétés qualitatives qui seraient par essence partageables, des propriétés haeccéitiques, qui ne le seraient pas et dont la possession suffirait à individuer chacun des doubles. Enfin, l'individuation de deux particuliers identiques pourrait être assurée par la structure des particuliers eux-mêmes : il y aurait des particuliers nus, ou fins, lesquels pourraient instancier les mêmes propriétés.
Mais d'autres théories semblent ne pas pouvoir s'accommoder de particuliers indiscernables et distincts.

## La théorie des faisceaux et le principe d'identité des indiscernables
Si les particuliers sont entièrement constitués de propriétés qualitatives, c'est-à-dire sont des faisceaux de propriétés qui, au lieu d'être instanciées par un particulier, ou par un sujet pour les théories substantialistes, sont seulement co-instanciées, présentes toutes ensemble en même temps, alors le principe d'identité des indiscernables doit être nécessaire.
En effet, si les particuliers sont seulement des faisceaux de propriétés qualitatives, deux particuliers ayant les mêmes propriétés ne pourraient être réellement distincts, car rien ne saurait alors rendre compte du fait qu'ils sont deux.
Sans le principe d'identité des indiscernables, le principe d'individuation retenu demeurerait incomplet : il pourrait y avoir des cas où un particulier ne pourrait être entièrement individué par ses propriétés.
Or, la théorie des faisceaux est précisément séduisante car elle entend rendre compte de la particularité en termes exclusivement qualitatifs. Elle n'a recours ni à des particuliers nus, ni à des propriétés haeccéitiques, ni à un quelconque substrat.
La théorie des faisceaux, ou théorie du faisceau, a été notamment défendue par Bertrand Russell.

## Trois versions du principe d'identité des indiscernables
Il existe une version triviale du principe d'identité des indiscernables, défendue par toutes les théories à propos de l'individuation : si deux particuliers sont distincts, ils doivent différer en quelque chose : leur localisation, leurs propriétés quantitatives ou qualitatives…
Alors le principe d'identité des indiscernables n'affirme que le fait qu'il y a une différence numérique entre deux particuliers, et que cette différence doit signifier une différence entre ces particuliers.
On peut formaliser cette version du principe en introduisant dans sa formulation des propriétés impures.
Les propriétés impures sont des propriétés qui font référence à des particuliers. Ces propriétés « minimales » en vertu desquelles deux particuliers doivent différer pour être distincts, ou qu'ils doivent avoir en commun pour être les mêmes seront du type, pour deux particuliers a et b : « être identique à a » ou « être différent de b ». Il est difficile d'imaginer une théorie de l'individuation qui ne reconnaisse pas ce principe, lequel ne fait que reformuler l'hypothèse d'entités distinctes. Cependant, on peut soutenir que les propriétés impures sont réductibles à des propriétés pures, ce qui ne nous pose que peu de difficulté, car c'est précisément la théorie des faisceaux qui soutient cette thèse, laquelle soutient également une version plus forte du principe d'identité des indiscernables.
Cette version forte est la suivante : deux particuliers sont identiques s'ils sont indiscernables quant à leurs propriétés intrinsèques (c'est-à-dire non relationnelles) pures (qui ne font pas référence à des particuliers).
Une version faible élargirait cela aux propriétés extrinsèques : deux particuliers dont toutes les propriétés non relationnelles seraient identiques pourraient différer s'ils ont des propriétés relationnelles différentes.
La théorie des faisceaux semble être commise à la validité de ce principe, sous sa version faible et forte, voire à sa nécessité. 
Leibniz semble lui devoir adopter la version forte, dans la mesure où les substances contiennent intrinsèquement dans leurs notions complètes toutes leurs propriétés et relations.

## Doutes quant à la validité du principe d'identité des indiscernables
Il n'est pas certain que la version forte du principe d'identité des indiscernables soit nécessaire. En premier lieu, si les universaux sont susceptibles d'instanciations multiples, rien n'interdit que les mêmes universaux se retrouvent à deux endroits différents. L'argument en faveur du principe d'identité des indiscernables serait alors que des doubles indiscernables, s'il en existait, ne serait pas individués. Il s'agirait alors de choisir entre sauver le principe d'individuation ou sauver celui d'identité des indiscernables. Le choix semble difficile.
Un argument classique dû à Max Black offre lui à choisir entre la validité de la théorie des faisceaux et celle du principe d'identité des indiscernables.
On peut en effet concevoir un monde où les seuls particuliers seraient deux sphères, parfaitement identiques. Elles auraient alors les mêmes propriétés intrinsèques et extrinsèques. Ce monde n'est pas logiquement impossible. Dans le même article, Black imagine aussi un monde symétrique, réparti autour d'une  sorte de "miroir métaphysique". Kant avait, dans un autre contexte, imaginé un argument similaire, qu'il dirigeait contre les conceptions absolutistes de l'espace : « Que peut-il y avoir de plus semblable et de plus égal en tous points à ma main ou à mon oreille que leur image dans le miroir ? Et pourtant je ne puis substituer une main dans le miroir à son modèle. » Conscient de la persistance de ce genre de phénomènes dans un univers-miroir, Black imagine enfin un univers qui soit symétrique autour d'un point. Tous les objets posséderaient alors des doubles parfait, qu'il s'agisse d'une sphère métallique ou de la bataille de Waterloo, sans qu'aucune chiralité ne les distingue. 
Ces arguments semblent plaider pour l'abandon du principe d'identité des indiscernables comme principe métaphysique.